# Rhein-Ruhr-Weg

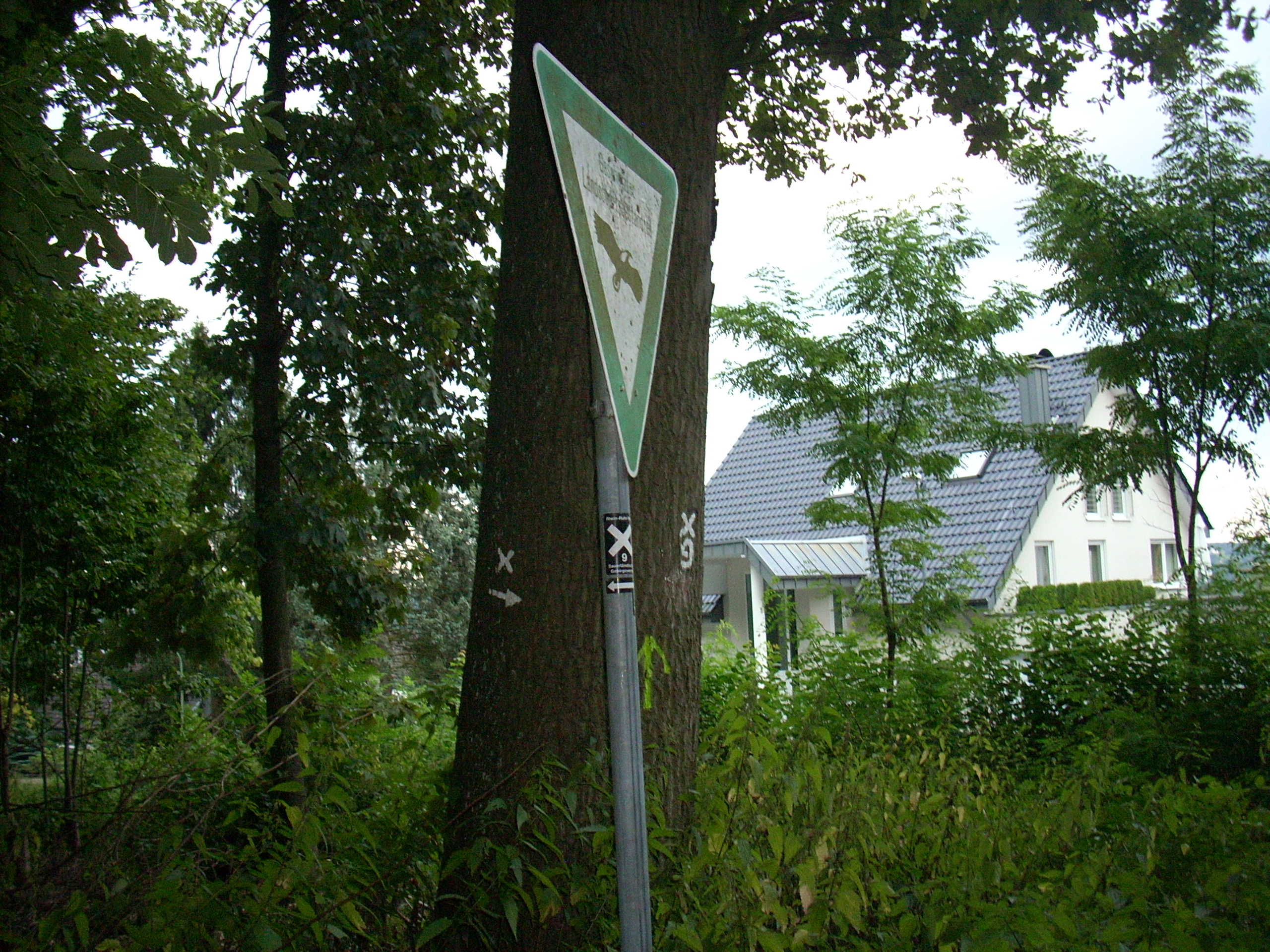
Ein Wegzeichen des X9 auf einem Pfahl

Der Rhein-Ruhr-Weg war ein Hauptwanderweg im Vereinsgebiet des Sauerländischen Gebirgsvereins und besaß wie auch all die anderen Hauptwanderstrecken als Wegzeichen das weiße Andreaskreuz X, an Kreuzungspunkten um die Ziffer 9 erweitert.
Nach seinem Anfangspunkt am Dortmunder Westfalenpark führte der Weg über den südlich gelegenen Stadtteil Hohensyburg nach Hagen-Hohenlimburg und weiter über Lüdenscheid, Kierspe, Much, Eitorf ins Siebengebirge, wo der Weg in Königswinter am Rhein endete. Auf seinen 168 km verband der Weg somit die Flüsse Ruhr, Lenne, Volme, Wupper, Agger, Bröl, Sieg und Rhein.
Im Jahr 2012 wurde vom SGV entschieden, den Rhein-Ruhr-Weg zusammen mit zwei weiteren Hauptwanderwegen aufzugeben. Seit dem 1. April 2014 ist der Weg nicht mehr im Wegekataster des Vereins geführt und wird nicht mehr weiter markiert. Ab 2016 sollen die restlichen Wegzeichen entfernt werden. Der Südteil des Rhein-Ruhr-Weges wird vom neuen Bergischen Weg mitbedient.